# Xiphiopsylla tumida
Xiphiopsylla tumida är en loppart som beskrevs av Smit 1960. Xiphiopsylla tumida ingår i släktet Xiphiopsylla och familjen Xiphiopsyllidae. Inga underarter finns listade i Catalogue of Life.